# Espen Bredesen
Espen Bredesen, norveški smučarski skakalec, * 2. februar 1968, Oslo, Norveška.

## Privajanje na novo tehniko
Na olimpijskih igrah v Albertvillu leta 1992 se ni najbolje odrezal, saj je imel velike težave pri privajanju na novo V-tehniko skakanja. Zato je dobil tudi vzdevek "Orel Espen", kakršnega je do tedaj imel Eddie Edwards, ki se je na tekmah svetovnega pokala redno uvrščal na zadnje mesto.

## Uspehi
Leta 1993 je v Falunu postal svetovni prvak na veliki skakalnici posamično kot tudi ekipno. 
V sezoni 1993/94 je osvojil Novoletno turnejo, na olimpijskih igrah v Lillehammerju, pa je osvojil zlato na mali in srebro na veliki skakalnici. Na svetovnem prvenstvu v poletih na Planiški velikanki leta 1994 je osvojil srebrno medaljo, vendar so rekord v poletih "zamrznili" pri 191 metrih.  Vsak skakalec, ki je poletel preko te meje, se mu je priznalo samo znamko rekorda. Bredesen se s tem ni strinjal in je srebrno medaljo predal  Italijanu Robertu Ceconu, sam pa je vzel bronasto, saj je menil, da je pomembna dolžina leta.
Isto sezono je tudi osvojil svetovni pokal.
Že naslednjo sezono je to dokazal in postavil nov svetovni rekord v poletih - 209 metrov, nato pa ga je v finalu sezone 1996/97 rekord izboljšal še za meter (210 metrov), ta pa je trajal le dobrih pet minut, saj je njegov rojak Lasse Ottesen poletel do 212 metrov.
Kariero je končal sredi sezone 1999/00, potem ko že nekaj časa ni bil v formi.

## Dosežki

### Zmage
Bredesen je v svetovnem pokalu dosegel 8 zmag:
| Sezona  | Država/Prizorišče        |
| ------- | ------------------------ |
| 1992/93 | Lillehammer              |
| 1992/93 | Oslo                     |
| 1992/93 | Planica (K-120)          |
| 1993/94 | Planica (K-90)           |
| 1993/94 | Garmisch - Partenkirchen |
| 1993/94 | Bischofshofen            |
| 1993/94 | Liberec                  |
| 1993/94 | Falun                    |